# Philip Burke King
Philip Burke King (* 24. September 1903 in Chester; † 25. April 1987) war ein US-amerikanischer Geologe.
King studierte an der Iowa State University mit dem Bachelor-Abschluss 1924 und dem Master-Abschluss 1927 und wurde 1929 an der Yale University promoviert. Ab 1930 war er beim US Geological Survey.
Daneben lehrte er 1925 bis 1927 an der Universität Texas, 1929/30 an der University of Arizona, 1954 bis 1956 an der University of California, Los Angeles und 1965 war er Gastprofessor an der Lomonossow-Universität.
Er befasste sich mit dem Paläozoikum und speziell Perm in Texas (Marathon-Region, Guadalupe Mountains) und Oklahoma (Glass Mountains). Im Zweiten Weltkrieg untersuchte er als Teil des Programms der Suche nach strategisch wichtigen Mineralien die Appalachen in Virginia und Tennessee und befasste sich mit deren Tektonik.
Er veröffentlichte eine tektonische Karte der USA (1944, 1969) und mit Helen Beikman eine Geologische Karte der USA (1974). 2000 entstand daraus für den US Geological Survey eine Reliefkarte (José F. Vigil, Richard J. Pike,  David G. Howell, A tapestry of time and terrain).
Er erhielt die Distinguished Service Medal des US-Innenministeriums und 1965 die Penrose-Medaille. 1966 wurde er Mitglied der American Academy of Arts and Sciences.

## Schriften
- Evolution of North America, Princeton University Press 1959
- Tectonic Map of the United States, US Geological Survey, Washington D.C. 1944, 2. Auflage 1962 (Maßstab 1: 7,5 Millionen)
- mit Helen Beikman: Geologic map of the United States (exclusive Alaska and Hawaii), Reston, Virginia 1974, US Geological Survey (Maßstab 1:2,5 Millionen)
- Tectonic map of North America: Washington, D.C., U.S. Geological Survey 1969 (Maßstab 1: 5 Millionen)